# Сергиевская, Ирина Александровна
Ирина Александровна Сергиевская (4 июля 1932, Севастополь — 21 августа 2024, Москва) — советский и российский организатор кинопроизводства, редактор.

## Биография
Родилась 4 июля 1932 года в Севастополе. Отец — Александр Иванович Сергиевский, военный моряк, капитан 2-го ранга, мать — Татьяна Александровна, пианистка, учительница музыки.
В 1954 году окончила сценарно-редакторский факультет Всесоюзного государственного института кинематографии. С 1954 по 1956 год работала редактором Главного управления по производству фильмов Министерства культуры РСФСР. В 1956 году — ответственный секретарь (первого тура — по РСФСР) Всесоюзного конкурса на лучший сценарий художественного фильма. С 1957 по 1960 год — ответственный секретарь секции документального кино Оргкомитета Союза работников кинематографии СССР.
С 1960 года — старший редактор и член сценарно-редакционной коллегии Первого творческого объединения киностудии «Мосфильм». Работала с режиссёрами Георгием Данелией, Глебом Панфиловым, Игорем Таланкиным, Василием Шукшиным и др. В её редакторской фильмографии около 60 фильмов, многие из которых вошли в историю отечественного кино. Среди них – «Я шагаю по Москве» (1963), «Тридцать три» (1965), «Джентльмены удачи» (1971), «Калина красная» (1973), «Романс о влюбленных» (1974), «Подранки» (1977), «Отец Сергий» (1978), «Тема» (1979), «Звездопад» (1981), «Васса» (1983), «Мать» (1989), «Бесы» (1992), телесериал «В круге первом» (2006) и многие другие. В одном интервью на вопрос, что является главным в работе редактора фильма, ответила:

Редактор – помощник, советчик главных создателей кинопроизведения – кинодраматурга и режиссёра-постановщика. Мы призваны анализировать сценарии и фильмы в процессе их создания. И не только для того, чтобы помочь их авторам заметить просчеты, вовремя их исправить, но и для того, чтобы оборонять достижения, достоинства фильма, которые не всегда доступны пониманию, пока фильм не завершен. «Редактор – это защита», как говорил известный драматург и редактор Иосиф Михайлович Маневич.
В 1981 году была награждена медалью «За трудовую доблесть».
С 1995 по 2000 год работала заместителем директора «Мосфильмофонда», преподавала на курсах «Мосфильма» по подготовке редакторов.
В 2006 году была избрана президентом Гильдии редакторов Союза кинематографистов России.
Умерла 21 августа 2024 года в своей квартире в Москве в возрасте 92 лет.